# Demolition Man (album)
A Demolition Man Sting  1993-as lemeze, ami a hasonló nevű Sylvester Stallone/Wesley Snipes film zenéje is volt.

## Számok
1. "Demolition Man" (Sting) – 5:27
2. "King of Pain" (live) (Sting) – 7:21
3. "Shape of my Heart" (live) (Sting, Miller) – 4:32
4. "Love Is Stronger Than Justice" (The Munificent Seven) (live) (Sting) – 7:29
5. "It's Probably Me" (live) (Clapton, Kamen, Sting) – 6:18
6. "A Day in the Life" (live) (Lennon, McCartney) – 4:06

## Előadók
- Sting – ének, basszusgitár
- Dominic Miller – gitár
- David Sancious – billentyűsök
- Vinnie Colaiuta – ütőhangszerek
- Arik Marshall – gitár
- Bush Bushnell – basszusgitár
- Ann Bennett Nesby – háttérvokál és szóló ad lib
- Jamecia Bennett – háttérvokál
- Core Cotton – háttérvokál
- Shirley Marie Graham – háttérvokál